# Nogales (kommun i Mexiko, Veracruz, lat 18,82, long -97,20)
Nogales är en kommun i Mexiko.   Den ligger i delstaten Veracruz, i den sydöstra delen av landet, 210 km öster om huvudstaden Mexico City. Antalet invånare är 31 818. Arean är 77 kvadratkilometer.
Terrängen i Nogales är bergig åt sydost, men åt nordväst är den kuperad.
Följande samhällen finns i Nogales:
- Nogales
- Agrícola Lázaro Cárdenas
- Taza de Agua Ojo Zarco
- El Campanario
- Paseo Nuevo
- La Rosa
- Campesina el Mirador
- Rancho Viejo
- Reforma
- El Nicho
- Palo Verde
- Santa Cruz Muyuapan
- Fernando López Arias
- Sierra de Agua
- Escalerilla
- El Cerrito
- Llano Grande
- Chicahuaxtla